# Уцмиев, Мехти-бек
Мехти-бек Уцмиев — имам Дагестана и последний кайтагский уцмий, предводитель восстания 1877—1878 годов в Чечне и Дагестане.

## Биография
Сын генерал-майора от кавалерии, назначенного управляющим Кайтага с 1843 по 1857 годы, Джамав (или Джамов)-бека Адиль-хан-оглы, из династии кайтагских уцмиев. По мнению некоторых исследователей был из кумыкского рода.

## Восстание
Восстание быстро охватило Кайтаго-Табасаранский округ. Центром восставших стало кумыкское село Башлы — бывшая столица Кайтагского уцмийства.Вооружённые жители аула Мамедкала во главе с Мехти-беком прибыли в аул Башлыкент и призвали местных жителей к газавату,здесь он провозглашён кайтагским уцмием и имамом Кавказа.  Главным сторонником Мехти-бека стал бывший соратник имама Шамиля — Акай-кади Амир-Бек-оглы, который возглавил восставших каякентцев.
17-18 сентября произошел бой у аула Каякент. Бои имели место также в у аулов Джемикент,Падар, Берикей и местностях Ак-Терек, Каравул-Кутан, Чирми и под Мамед-Калой. Однако восстание было недостаточно подготовлено и в начале октября царские войска уничтожили аул Башлыкент. На следующий день Мехти-Бек был разгромлен у аула Янгикент, аул был сожжен. После того как штурм села захлебнулся, генерал подверг ЯнгиКент «ковровым бомбардировкам» из поднятых на высоты артиллерийских орудий. После того, как полсела было разрушено, большинство повстанцев во главе с Махди-Беком отступили. Для прикрытия отступавших в Янги-Кенте осталось 50 самых отчаянных храбрецов во главе с Хаджи-Мусой. Вывесив над родовым замком уцмиев черное знамя священной войны, они отказались сдаться и отбили атаку противника ночью.
25-28 октября подавлен бунт в горном Кайтаге и Табасаране.
26 октября вновь восстали жители кумыкского аула Башлы, куда прибыл Мехти-бек., но через 2 дня аул был еще раз сожжен.
Царские войска взяли табасаранский аул Дюбек, Маджалис и разбили повстанцев под крепостью Ахты.

## Смерть
Мехти-бек, преследуемый царскими войсками, с пятью вернейшими сподвижниками пытался пробраться в Османскую империю, но попал в засаду и будучи раненным в ногу был взят в плен. Скончался от ран в Дербентском госпитале.

## Память
Память о Мехти-беке сохранилась в народных песнях южных кумыков. Народ сложил песню, в которой есть такие строки:
Аулы сала-узденей сравняли с землёй, Чёрные бороды стали белыми. Славные были мужчины, Ныне их топчут недостойные. Дело Махди погубили Его же собственные наибы. Славен был город Башлы, Теперь вокруг него одни обрывы